# Tunoa Lui
Tunoa Lui – trener piłkarski z Samoa Amerykańskiego.

## Kariera trenerska
Od 2001 do 2002 prowadził narodową reprezentację Samoa Amerykańskiego. Od 2011 do 2012 roku trenował reprezentację Samoa.